# Soizic Corne
Pour les articles homonymes, voir Corne.
Soizic Corne est une journaliste, animatrice de radio et de télévision, productrice et artiste peintre née le 31 mai 1946 à Quimperlé (Finistère). Elle est connue pour son activité d'animatrice de télévision dans les années 1970-1980.

## Biographie

### Jeunesse
Soizic Corne est l'aînée des trois enfants d'Alice Le Pennec et Jean Corne. Elle naît à Quimperlé en Bretagne, où elle passe sa petite enfance. À l'âge de 8 ans, la famille part vivre au Maroc, où le père est affecté comme policier : la famille vit pendant cinq ans à Marrakech. Elle a 13 ans lorsque sa famille revient vivre en France. Ils inaugurent le premier immeuble de Sarcelles.[réf. souhaitée]
À 17 ans, après l'obtention du baccalauréat, elle entre dans une école de décoration. Elle sort major de sa promotion puis travaille pour de grands couturiers, chez Lanvin notamment, et crée des décors[réf. souhaitée].

### Radio
En 1968, la station de ski des Arcs, en Savoie, vient d'ouvrir et toute une pléiade de jeunes veut y tenter sa chance. On[Qui ?] lui propose de s'essayer au micro pour la radio locale. Pendant quatre ans, elle anime quotidiennement la station en direct quatre heures durant[réf. nécessaire].
En organisant un séminaire pour Les Arcs, elle rencontre le chanteur Yves Heuzé[réf. souhaitée] qui devient son mari en 1969. Celui-ci est également caméraman pour la télévision et éditeur musical.

### Télévision
Elle entre par hasard au Téléjournal. Alors qu'elle passe la journée chez des amis comédiens, l'un d'eux insiste pour qu'elle participe au Téléjournal. Deux semaines plus tard, il la rappelle.
Elle a environ 26 ans lorsqu'on lui propose d'être rédactrice en chef de l'agence de photo Gamma. Elle travaille à Gamma depuis environ trois ans lorsque Patrick Sabatier vient à l'agence pour se faire photographier. Il parle d'elle à Christophe Izard, directeur des programmes jeunesse de TF1 qui prépare à l'époque la première grande émission consacrée aux enfants : Les Visiteurs du mercredi.
Elle se présente finalement au casting. Lors des essais, la jeune femme se distingue des autres candidates, et, en septembre 1976, Soizic Corne succède à Dorothée comme animatrice de la rubrique « Interdit aux plus de 10 ans » qui ouvre l'émission tournée en direct dans le studio 3 de la rue Cognacq-Jay. Ses brèves sur les livres, les disques et le bricolage sont rythmées par les tours de magie de Garcimore et les interventions des extraterrestres Sibor et Bora. Elle côtoie d'autres personnalités de la petite lucarne telles que Paul-Émile Victor, Pierre Barbizet, François Diwo, Claude Pierrard, Jacques Trémolin, etc., et annoncera ainsi le premier passage à la télévision de Nicolas Hulot. En juin 1981, elle quitte Les Visiteurs du mercredi pour remplacer Anne Sinclair dans Féminin présent le mardi après-midi. En parallèle à la télévision, elle reprend le micro pour les matinales d'Europe 1. De 1974 à 1987, elle co-anime le magazine Temps libres avec Jean-Claude Narcy.

### Après la télévision
En 1987, elle décide d'arrêter la télévision, ne supportant plus l'antenne et sa propre image à l'écran. Elle entre alors à TF1 Pub Sponsoring où elle devient chargée de communication et s'occupe dès lors de la création de bandes-annonces avec les agences de publicité.
En 1993, elle part en Nouvelle-Calédonie avec son mari, le chanteur acteur Yves Heuzé. Deux ans plus tard, le couple revient en urgence en France métropolitaine, l'état de santé de son mari se dégradant. Il meurt en 1997. Après la mort de son mari, Soizic Corne revient s'installer en Bretagne, à Moëlan-sur-Mer, près de ses parents. Elle décide de vivre de sa peinture. Entre-temps, elle est pendant huit ans conseillère municipale de sa commune,.

### AffaireOn n'est pas couché
Au cours de l'émission de Laurent Ruquier, On n'est pas couché, diffusée sur France 2 le 1er novembre 2014, Patrick Sabatier, en réponse à une question d'Aymeric Caron au sujet de son livre d'entretiens avec des personnalités du monde du spectacle et de la télévision 60 ans... et alors, suggère que l'animatrice est morte. Cette allégation est démentie dans la presse dès le lendemain de la diffusion et entraîne une réaction indignée de la famille en la personne du frère de Soizic Corne, Denys Corne, lequel reproche à la production de l'émission — qui n'est pas diffusée en direct, mais enregistrée — de ne pas avoir vérifié ses informations et indique que sa sœur est « dans une situation dramatique au niveau de sa santé, très difficile, et de son moral »,,.

Le 5 décembre 2014, le CSA — considérant que l'émission n'a pas respecté le cahier des charges de France Télévisions — adresse une mise en demeure à France 2 en estimant dans son rapport que les conditions de l'échange entre les intervenants, sur le ton de la plaisanterie, « porte atteinte à la dignité de la personne humaine ». De plus, le CSA reproche à France 2 le fait que, malgré la demande de Patrick Sabatier, la séquence n'a pas été coupée au montage et considère que les excuses présentées la semaine suivante, jugées « tardives et présentées sur un ton décalé et distancié » ne sont pas « susceptibles de modifier son appréciation ».